# 華爾基利暗殺行動
《行動代號：華爾奇麗雅》（英語：Valkyrie）是一部2008年美國與德國合拍的歷史驚悚電影，背景設置在二戰期間時的納粹德國。電影描述1944年7月20日德國軍官暗殺元首阿道夫·希特勒和啟動華爾奇麗雅計畫以控制國家等情節。由布萊恩·辛格執導，湯姆·克魯斯飾演克勞斯·馮·施陶芬貝格上校，而其他演員包含肯尼斯·布萊納、比爾·奈伊、埃迪·伊扎德、泰倫斯·史丹普及湯姆·溫金森等人。
電影在美國於2008年12月25日上映，並在全球獲得超過2億美元的票房收入。

## 劇情
第二次世界大戰期間，德軍史陶芬堡上校（湯姆·克魯斯飾）在非洲突尼西亞遭到盟軍空襲，嚴重受傷，回到納粹德國時僅存雙腳及一目一臂。
為國犧牲肢體的史陶芬堡，認為希特勒敗象漸露，已無法領導德國，於是他加入德國抵抗運動，協助修訂「瓦尔基里计划」——於希特勒（大衛·巴姆巴飾）死亡時接管德國政權。這計劃獲得希特勒的批准後，施陶芬貝格即利用此計畫作為政變的掩飾。
1944年7月，史陶芬堡準備了裝有炸彈的公事包，前往參加在狼穴召開的作戰會議，炸彈就放在希特勒的身側，一聲巨響，史陶芬堡認為已經達成刺殺元首的目的，正當施陶芬貝格要奪取兵權時，希特勒卻在電話中「現聲」......

## 演員
- 湯姆·克魯斯 飾演 施陶芬貝格上校：本片主角，陸軍上校，負責安放炸彈。
- 簡尼夫·班納 飾演 海寧·馮·特雷斯科夫少將：是計劃的主導；在計劃成形前，由於職務調整，被調到外地[3]。
- 比爾·奈伊 飾演 弗利德利希·歐布利特將軍：在劇中認為應該慎重確認希特勒已死亡，才可以啟動「華爾基利」[3]。
- 泰倫斯·史丹普（英语：Terence Stamp）飾演路德維希·貝克：退役陸軍大將（退役前擔任國防軍陸軍總司令部總參謀長），如果行動成功，將以他在軍方與民間的威望，出任臨時元首來穩住德國[3]。
- 湯姆·威爾金森 飾演 弗里德里希·弗洛姆將軍：預備軍司令官，事先由歐布利特將軍與施陶芬貝格上校在辦公室內告知有刺殺計劃，但未向希特勒舉發。
- 飾演 施陶芬貝格的妻子：妮娜·申克·格雷芬·馮·施陶芬貝格（Nina Schenk Gräfin von Stauffenberg）。
- 克文·麥納利（英语：Kevin McNally） 飾演 卡爾·戈爾德勒：前萊比錫市長；一旦行動成功，將擔任德國臨時總理，並負責宣告停戰且出面與同盟國協商[3]。
- 大衛·施科菲爾德（英语：David Schofield (actor)） 飾演 埃爾溫·馮·維茨萊本元帥：一旦希特勒死亡，他將由臨時政府授命為武裝部隊總司令，對各地德軍發布停戰命令[3]。
- 克里斯頓·伯克（英语：Christian Berkel） 飾演 阿尔布雷希特·默茨·冯·奎恩海姆（英语：Albrecht Mertz von Quirnheim）上校[3]：在劇中要求上司－歐布利特將軍必須在施陶芬貝格完成引爆後，立即啟動「華爾基利」。
- 傑米·帕克（英语：Jamie Parker） 飾演 维尔纳·冯·哈夫滕：史陶芬柏格的副官。
- 艾迪·伊薩德（英语：Eddie Izzard） 飾演 埃里希·費爾吉貝爾（英语：Erich Fellgiebel）：狼寨的通訊管理者，施陶芬貝格的內應，預定在爆炸後切斷狼寨與外界的通訊。
- 戴维·班伯（英语：David Bamber） 飾演 阿道夫·希特勒：納粹德國元首，事發當日與幕僚在東普魯士開會。
- 湯瑪斯·柯瑞奇曼 飾演 奧托·恩斯特·雷莫：國防軍少校、大德意志步兵團團長，在逮捕宣傳部長約瑟夫·戈培爾前，在電話中聽出希特勒的聲音，最後他依據希特勒的指示，回頭率領軍隊生擒「華爾基利」參與人。
- 哈维·福里德曼（英语：Harvey Friedman (actor)） 飾演 約瑟夫·戈培爾：宣傳部長，希特勒的心腹。
- 肯尼思·克拉纳姆（英语：Kenneth Cranham） 飾演 威廉·凱特爾元帥：最高統帥部部長，希特勒的心腹。
- 马蒂亚斯·弗赖霍夫（英语：Matthias Freihof） 飾演 海因里希·希姆萊：親衛隊全國領袖，希特勒的心腹。
- 安通·艾爾格朗 飾演 阿爾伯特·斯佩爾：軍備部長，並負責使柏林成為世界首都的都市計劃，希特勒的心腹。
- 瓦爾納·德恩（英语：Werner Daehn） 飾演 恩斯特·約翰·馮·弗賴恩德：最後一刻好意協助施陶芬貝格上校提領皮箱進入會議室，但由於炸藥爆發時，站得遠而倖免。

## 迴響

### 評價
《行動代號：華爾奇麗雅》收穫了普遍影評人的好評。根據爛蕃茄上收集的193篇專業影評文章，其中119篇給出了「新鮮」的正面評價，「新鮮度」為62%，平均得分6.1分（滿分10分），而基於另一影評網站Metacritic上的40篇評論文章，其中19篇予以好評，1篇差評，16篇褒貶不一，平均分為56（滿分100）。在美國，該電影獲得了影評人褒貶不一的評價。

### 票房
電影於2009年1月20日在歐洲上映，地點選擇在柏林的波茨坦廣場舉行。1月23日於美國及加拿大以外的十多個地區發行，其中包括1月22日的德國。首映週末，電影收入在德國、澳大利亞和荷蘭位居第一，而在英國、奧地利與韓國位居第二。其中票房收入最高的國家為德國，電影從689家劇院賺取了370萬美元的票房，平均每家劇院收益5,311美元。
截止至2009年4月13日，電影在美國及加拿大的總票房為83,079,000美元，其他地區約為117,198,951美元，全球總計200,276,784美元。

## 獎項與榮譽
《行動代號：華爾奇麗雅》獲科幻、奇幻及恐怖電影學院提名七個獎項，包含：最佳動作/歷險/驚悚電影、最佳導演（布萊恩·辛格）、最佳男主角（湯姆·克魯斯）、最佳男配角（比爾·奈伊）、最佳女配角、最佳音樂（約翰·奧特曼）以及最佳服裝（喬安娜·約翰斯頓）。

## 外部連結
- On a mission to kill Hitler, Tom Cruise and his conspirators （页面存档备份，存于）（附圖）
- 互联网电影数据库（IMDb）上《華爾基利暗殺行動》的资料（英文）
- AllMovie上《華爾基利暗殺行動》的资料（英文）
- 豆瓣电影上《華爾基利暗殺行動》的資料 （简体中文）
- 爛番茄上《華爾基利暗殺行動》的資料（英文）
- Box Office Mojo上《華爾基利暗殺行動》的資料（英文）
- Metacritic上《華爾基利暗殺行動》的資料（英文）